# Zorite
La zorite è un minerale.